# Josef Vizner
Josef Vizner (15. ledna 1896 Obrataň – 26. ledna 1970 Veselí nad Lužnicí) byl český malíř. Od malování krajin se v druhé části života přesunul k abstraktní tvorbě, která je základem jeho malířského významu a součástí sbírek vybraných galerií, včetně Národní galerie v Praze.

## Vzdělání, výstavy, dílo
Byl členem Sdružení jihočeských výtvarníků, s nimiž vystavoval v roce 1928 v Českých Budějovicích a v letech 1932 a 1935 v Praze. Se skupinou Jih vystavoval díla ve Valdštejnském paláci v Praze, v rámci skupiny Nesdružení vystavoval v únoru 1936 v Mánesu. Jeho díla byla součástí sdružených výstav i později v letech 1940 a 1942.
Samostatné výstavy jeho děl realizovalo Městské muzeum v Soběslavi (1948, 1968) a Husitské muzeum Tábor - pobočka Blatské muzeum ve Veselí nad Lužnicí (2016).
Josef Vizner byl z výtvarného hlediska autodidakt, výtvarně se učil u prof. Václava Dvořáka a Richarda Laudy.
Základem jeho díla 20. až 50. let 20. století jsou krajiny, které mají spíše lokální význam, a jsou součástí fondů Husitského muzea v Táboře. Mezi zajímavější patří krajinářské práce z poloviny 40. let (např. Krajina s úzkorozchodnou tratí), kde osvobození a zjednodušení krajinných segmentů a prvků až téměř na základní tvar umožňuje výstižně vyjádřit roční dobu i její proměnu.
V posledním desetiletí svého života (po roce 1958) se věnoval téměř výlučně abstraktní tvorbě. Jeho abstraktní kresby a malby dokládají svými náměty venkovský původ autora i jeho sepětí s venkovskou krajinou, jsou hravé, imaginativní, v mnoha obrazech s prvky naivního umění a antropomorfními prvky. Jeho pozdější díla jsou zastoupena v Národní galerii, Alšově galerii, Galerii v Roudnici nad Labem.